# Cerastium pedunculare
Cerastium pedunculare är en nejlikväxtart som beskrevs av Jean-Baptiste Bory de Saint-Vincent och Chaub. Cerastium pedunculare ingår i släktet arvar, och familjen nejlikväxter. Inga underarter finns listade i Catalogue of Life.